# Artem Jaszkin
Artem Ołeksandrowycz Jaszkin, ukr. Артем Олександрович Яшкін, ros. Артём Александрович Яшкин, Artiom Aleksandrowicz Jaszkin (ur. 29 kwietnia 1975 w Wołogdzie, Rosyjska FSRR) – ukraiński piłkarz pochodzenia rosyjskiego, grający na pozycji pomocnika, reprezentant Ukrainy, trener piłkarski. Do 1999 miał obywatelstwo rosyjskie.

## Kariera piłkarska

### Kariera klubowa
Jako 17 latek zadebiutował w pierwszoligowym klubie Szynnik Jarosław. W 1998 przeszedł do drugoligowego Urałanu Elista i pomógł jemu awansować do pierwszej ligi. Na niego, Serhija Serebrennikowa i Serhija Kormilcewa zwrócili uwagę skauci Dynama Kijów. Tak trójka młodych rosyjskich piłkarzy w 1999 otrzymała ukraińskie obywatelstwo i przyjechała do Kijowa. W Dynamo nikt z nich nie zrobił wielkiej kariery. Na początku 2002 wrócił do Szynnika Jarosław, ale po pół roku przeniósł się do Arsenału Kijów. W 2004 wyjechał do Azji, gdzie bronił barw koreańskiego Bucheon SK i wietnamskiego Delta Đồng Tháp. Latem 2005 powrócił do Ukrainy, gdzie został piłkarzem Czornomorca Odessa. Potem występował w łotewskich klubach Dinaburg Dyneburg oraz Daugava Dyneburg. W 2009 zakończył karierę piłkarską w Dinaburgu Dyneburg.

### Kariera reprezentacyjna
W latach 2000–2001 wystąpił w 8 meczach ukraińskiej reprezentacji.

## Kariera trenerska
Od marca 2012 roku trenuje młodzież w Szkole Piłkarskiej Dynamo Kijów.

## Sukcesy i odznaczenia

### Sukcesy klubowe
- mistrz Ukrainy: 1999, 2000, 2001
- zdobywca Pucharu Ukrainy: 1999, 2000